# Epidorylaimus angulosus
Epidorylaimus angulosus is een rondwormensoort. De wetenschappelijke naam van de soort is voor het eerst geldig gepubliceerd in 1936 door Thorne & Swanger.